# How to Disappear Completely
«How to Disappear Completely» — пісня англійського рок-гурту Radiohead з їхнього четвертого студійного альбому Kid A (2000). Вона була спродюсована гуртом зі своїм продюсером Найджелом Ґодрічем і випущена як промо-сингл у США, Польщі та Бельгії.
Radiohead написали пісню «How to Disappear Completely» в середині 1997 року під час туру на підтримку свого третього альбому OK Computer (1997). Назва походить від книги Дага Річмонда 1985 року How to Disappear Completely and Never Be Found. Вперше Radiohead виконали її у 1998 році під час туру, а ранній саундчек з'явився у їхньому документальному фільмі Meeting People Is Easy (1998).
«How to Disappear Completely» — це акустична балада, підкріплена оркестровими струнними та гітарними ефектами. Radiohead записували демо у різних студіях, перш ніж записати її у своїй студії в Оксфордширі у січні 2000 року. Наступного місяця струнні були записані і виконані оркестром Святого Іоанна в церкві неподалік від студії гурту, аранжування здійснив мультиінструменталіст Джонні Ґрінвуд, який також додав до цього треку хвилі Мартено.
«How to Disappear Completely» увійшла до спеціального видання Radiohead: The Best Of (2008). Пісня та її окремий струнний трек увійшли до збірки Kid A Mnesia (2021).

## Натхнення та написання

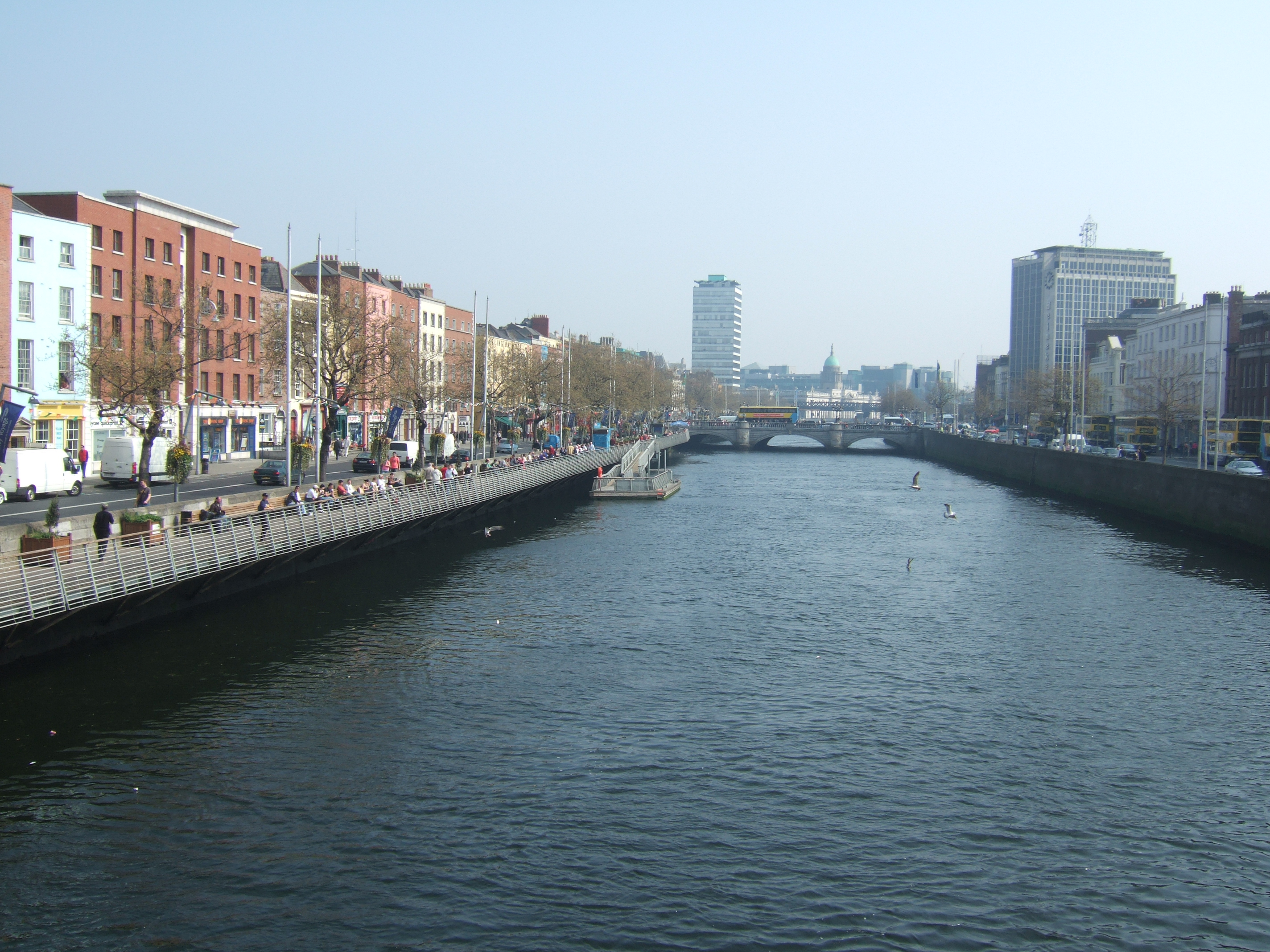
Дублінська річка Ліффі (фото 2007 року) стала одним із джерел натхнення для пісні.

Одна з перших пісень, написаних для альбому Kid A (2000), «How to Disappear Completely» була написана переважно вокалістом Radiohead, Томом Йорком, хоча в ній брали участь усі учасники гурту, під час туру на підтримку їхнього третього альбому OK Computer (1997). Йорк почав писати її в Торонто, Канада, в червні 1997 року. Пізніше того ж місяця Radiohead відіграли свій найбільший на той час концерт на RDS Arena в Дубліні, Ірландія. Виступ проходив у вітряну та дощову погоду. Пісня була натхненна сном, який наснився Йорку в ніч перед концертом, в якому він біг голим по дублінській річці Ліффі, а його переслідувала прилив хвиль.
За словами гітариста Еда О'Браєна, трек «How to Disappear Completely» була натхненний виступом на RDS і стресом, який учасники гурту, особливо Йорк, пережили під час туру. Ще одним натхненням став виступ Йорка з Radiohead на фестивалі Ґластонбері 1997 року, через тиждень після виступу на RDS. Після технічних проблем Йорк ледь не відмовився від виступу, але продовжив його після настійних прохань О'Браєна. Йорк пригадував: «Мені просто потрібна була перерва. І фактично я не мав її ще рік з невеликим, до того моменту я був майже в кататонії».

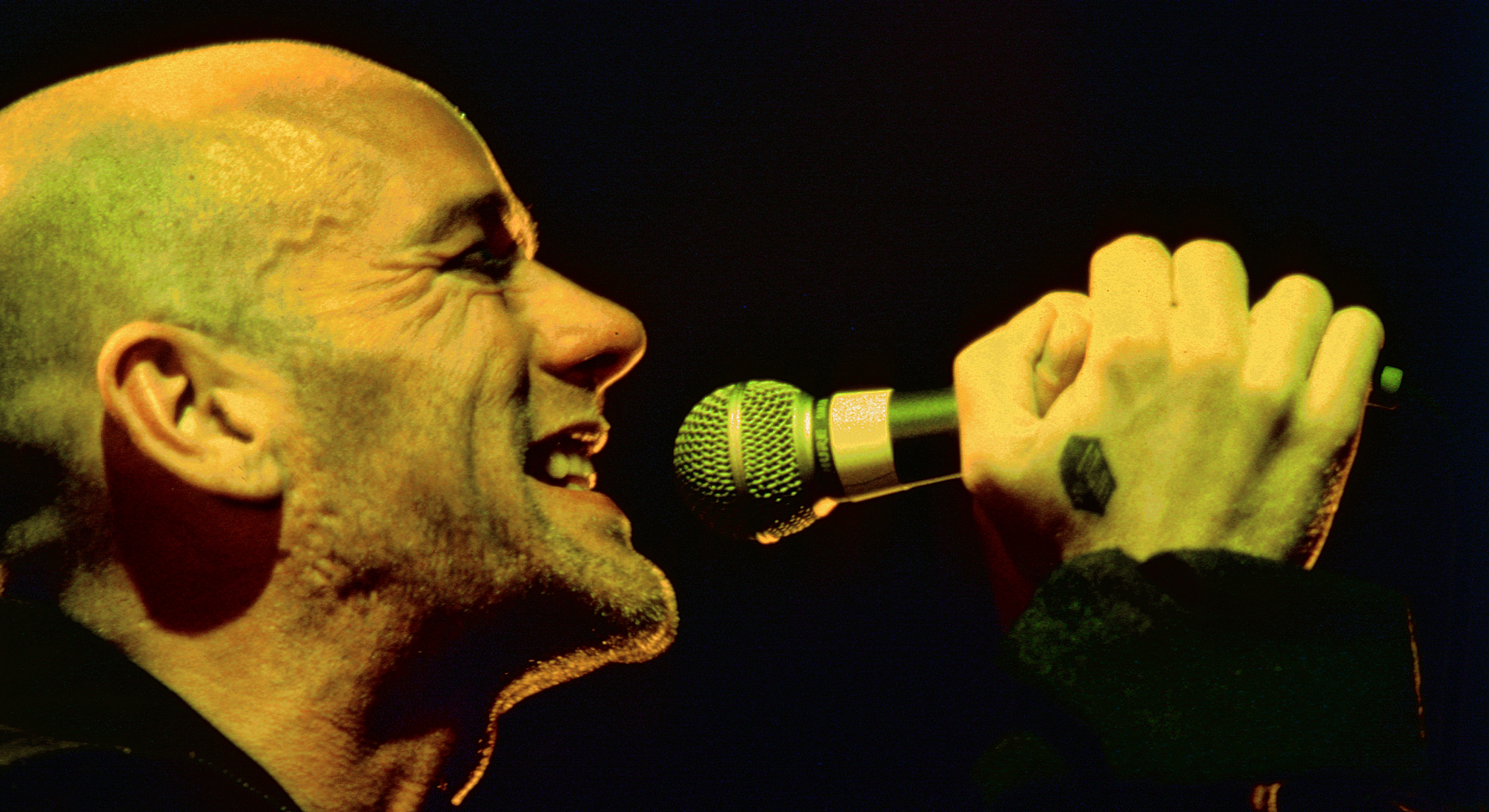
На створення приспіву Тома Йорка надихнула порада, яку йому дав вокаліст R.E.M. Майкл Стайп (фото 1999 року).

В інтерв'ю Террі Девіду Маллігану в Канаді в липні 1997 року Йорк сказав, що написав пісню минулого місяця, яка містить приспів: «I'm not here / This isn't happening». Приспів був написаний після поради, яку дав Йорку його друг, вокаліст R.E.M. Майкл Стайп, під час телефонної розмови про те, як впоратися зі стресом від гастролей, повторюючи про себе фразу «I'm not here, this isn't happening». У свою чергу, «How to Disappear Completely» надихнула Стайпа на написання пісні «Disappear» з альбому R.E.M. Reveal (2001); Стайп згадував, що у 2004 році зателефонував Йорку, щоб вибачитися за те, що вкрав концепцію пісні, і почув у відповідь, що саме він надихнув його на написання «How to Disappear Completely».
Наприкінці серпня 1997 року Йорк виконав ранню акустичну версію під час саундчеку в Нью-Йорку; кадри з цього виступу увійшли до документального фільму 1998 року Meeting People Is Easy. Radiohead виконали наступні версії пісні під час туру OK Computer у 1998 році. Вважається, що тривалість версій становить від семи до десяти хвилин; остаточна студійна версія триває шість хвилин, оскільки Radiohead вже раніше скоротили попередні пісні, такі як «Just» (1995) і «Paranoid Android» (1997). Melody Maker в огляді 1998 року порівняв цю версію з кавером Radiohead на пісню Unbelievable Truth, акустичного гурту, очолюваного молодшим братом Йорка, Енді.
Йорк спочатку представив «How to Disappear Completely» «на користь бутлегерів». Він посилався на «Once in a Lifetime» (1980) гурту Talking Heads як на зразок для написання пісні. Вона мала робочі назви «This Is Not Happening» та «How to Disappear Completely and Never Be Found». Друга назва взята з книги Дага Річмонда 1985 року, яка пояснює, як стерти особисту ідентичність і прийняти нову, з акцентом на фразеологізм «піти по-англійськи». За деякими даними, пісня була присвячена гітаристу Manic Street Preachers Річі Едвардсу, який зник у лютому 1995 року і був оголошений мертвим у листопаді 2008 року.

## Запис
Після завершення туру OK Computer Йорк страждав на творчу кризу і не міг закінчити написання нових пісень на гітарі. «How to Disappear Completely» була однією з небагатьох пісень, яка була майже повністю написана до початку запису Kid A і Amnesiac. На початку 1999 року Radiohead спробували записати її версію на Guillaume Tell Studios в Парижі, але Йорк відкинув цю ідею, сказавши: «Звучить чудово, але це звучить як старий Radiohead». 27 липня під час сесій в особняку Batsford Park в Глостерширі Radiohead записали нову демо-версію. У вересні О'Браєн спростував у своєму онлайн-щоденнику чутки про те, що Radiohead співпрацювали з пост-рок гуртом Godspeed You! Black Emperor у роботі над піснею.
Того ж місяця, після остаточного ремонту, Radiohead переїхали до своєї студії Canned Applause, у Саттон-Кортні, Оксфордшир, де вони записали кілька пісень для OK Computer у 1996 році. 1 грудня 1999 року Radiohead записали барабани Філіпа Селвея, готуючись до співпраці з оркестром Святого Іоанна. Оркестр був обраний гуртом, оскільки він виконував твори композиторів Кшиштофа Пендерецького та Олів'є Мессіана. Після запису цього демо Йорк заявив, що не мав жодного відношення до пісні, і що мультиінструменталіст Джонні Ґрінвуд завершив її самостійно.

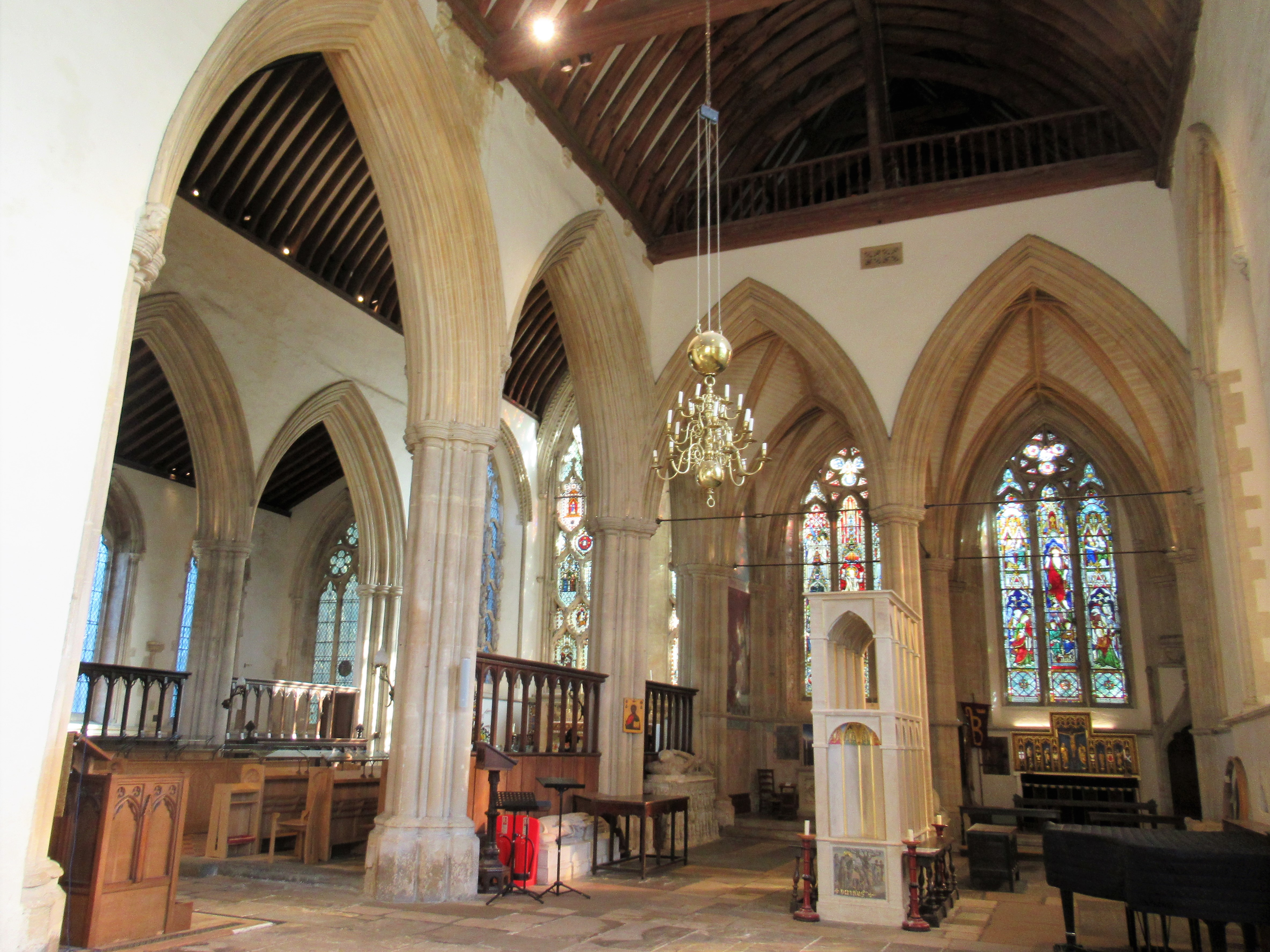
Дорчестерське абатство в Оксфордширі (фото у 2019 році), де були записані струнні для пісні.

Рання версія 1998 року була більш гітарною; натомість Radiohead переробили пісню, замінивши аранжування в стилі рок на «обширну» струнну секцію. 2 грудня 1999 року за допомогою продюсера Найджела Ґодріча Ґрінвуд, єдиний учасник Radiohead, який знав теорію музики, почав писати аранжування для струнної секції. Він працював над аранжуванням своїх партій на хвилях Мартено, натхненний Мессіаном, який популяризував цей інструмент, і закінчив роботу після двох тижнів з перервами наступного місяця.
4 лютого 2000 року Radiohead забронювали тригодинну сесію в Дорчестерському абатстві, церкві XII століття, розташованій приблизно в п'яти милях від їхньої студії, де струнні були записані і виконані Оркестром Святого Іоанна, під керівництвом Джона Лаббока. На оркестровку вплинув Пендерецький, який, як і Мессіан, вплинув на Ґрінвуда. За словами Ґодріча, коли Ґрінвуд представив свою партитуру членам оркестру, «вони всі просто розреготалися, тому що не могли виконати те, що він написав, тому що це було неможливо — або неможливо для них, у всякому разі.» Тим не менш, Лаббок заохотив оркестр експериментувати і працювати з ідеями Ґрінвуда.
За словами Ґрінвуда, оркестр дотримувався техніки запису струнних, яка відрізнялася від більшості струнних сесій для рок-пісень тим, що вони не грали послідовних половинних або довгих нот, оскільки вони уподібнювали це зі створенням «ряду повітряних кульок». Струнні та окремі партії Ґрінвуда на хвилях Мартено були записані за один дубль за допомогою декількох мікрофонів і комп'ютера Apple G3, що належав Ґодрічу. Концертний директор Елісон Аткінсон сказала, що сесія була «більш експериментальною», ніж звичайні для оркестру. Ізольований струнний трек під назвою «How to Disappear into Strings» увійшов до перевидання Kid A Mnesia у 2021 році.

## Композиція

### Музика
«How to Disappear Completely» — це акустична балада, підкріплена «одинокими» струнними та «переконливими» гітарними ефектами, з елементами оркестрової та ембієнтної музики. Деякі автори підкреслювали, що пісня є баладою; інші класифікували її як пост-рок. Раян Пінкард з Tidal Magazine описав її як «величну» поп-баладу. Джаз Монро з The Guardian відніс пісню до авангардної балади, назвавши її «шедевром», який «оркеструє сценічну мрію з фрагментами Роберта Ваятта та Пендерецького». Стівен Далтон з Uncut назвав її «розкішною» оркестровою баладою. Стів Лоу з Q назвав пісню «примарною фолк-піснею в стилі вальсу», що має вплив альбому Meat Is Murder гурту The Smiths.
«How to Disappear Completely» — перший трек на Kid A, в якому чітко чути вокал Йорка, без жодних ефектів обробки, на відміну від перших трьох треків альбому: «Everything in Its Right Place», «Kid A» та «The National Anthem».

### Інтерпретація тексту
У тексті пісні порушуються теми втечі, соціального відчуження, пошуку миру, емоційних потрясінь та дисоціації, яка іноді використовується як спосіб боротьби зі стресом або травмою. Джон Г'югар з Uproxx написав, що пісня «про те, як бути настільки нещасним, що хочеться просто втекти в порожнечу, в небуття, ніколи не бувши частиною цього всесвіту з самого початку». Тексти пісень поетичні з відсиланнями, без буквальних інтерпретацій, як у рядках: «Strobe lights and blown speakers / Fireworks and hurricanes / I'm not here / This is not happening». Джеймс Олдхем з NME писав, що приспів «I'm not here / This is not happening» відображає психічний стан Йорка і решти гурту, який вони пережили під час туру для OK Computer.

## Реліз та використання у медіа
«How to Disappear Completely» була випущена як четвертий трек на альбомі Kid A, який вийшов 27 вересня 2000. Музична преса прогнозувала, що пісня буде випущена як сингл через її потенціал стати хітом, але Radiohead зрештою не випустили синглів з альбому. Проте, «How to Disappear Completely» була випущена у 2000 році як промо-сингл на CD в Польщі на Parlophone і в Бельгії на EMI Belgium. У США вона була випущена як подвійний промо-сингл з «Idioteque» на Capitol Records.
Разом з «Idioteque», «How to Disappear Completely» увійшла до альбому-компіляції 2001: A Sound Odyssey, випущеного в США у 2000 році на Capitol. Пісня увійшла до спеціального видання альбому найкращих хітів Radiohead: The Best Of (2008) та перевидання Kid A Mnesia. Аудіо-версія, записана 15 листопада 2000 року для трансляції на BBC Radio 1 Evening Session, увійшла до перевидання Kid A «Special Collectors Edition» у 2009 році. Живий виступ 2001 року також увійшов до DVD-диску «Special Collectors Edition» 2009 року; цей телевізійний виступ був знятий 28 квітня 2001 року в Парижі, для трансляції на французькому телеканалі Canal+.
«How to Disappear Completely» прозвучала в одному з епізодів американського телесеріалу Roswell (1999—2002). Музичний супервайзер серіалу, Александра Пацавас, згадувала:
|  | Джейсон Кетімс і Рон Мур дуже хотіли отримати трек для епізоду, але Radiohead для телебачення - навіть для великого телебачення - здавалося недосяжним. Зараз важко згадати, але клімат для ліцензування у 2000 році був іншим, і гурти були набагато менш схильні говорити "так". Але ми намагалися. Я пам'ятаю, як відправила сцену на Capitol Records і чекала, чекала і чекала нескінченно. Я ніколи не забуду дзвінок у моєму крихітному офісі на бульварах Сансет і Кахуенга з видом на особливо непривабливу автостоянку Jack in the Box: Вони схвалили. |

«How to Disappear Completely» увійшла до американського фільму Life as a House (2001). 2004 року аргентинська письменниця Маріана Енрікес опублікувала іспаномовний роман Cómo desaparecer completamente, названий на честь пісні. Разом з іншими піснями Radiohead, «How to Disappear Completely» увійшла до документального фільму The Island President, знятого 2011 року про тодішнього президента Мальдівів Мохамеда Нашида.

## Відгуки критиків
У статті 2000 року, опублікованій до виходу Kid A, Андре Пейн з Melody Maker описав «How to Disappear Completely» як «кілька хвилин музики, яка звучить як The Smiths, спродюсована DJ Shadow». Рецензуючи Kid A у 2000 році, Кіт Кемерон з NME писав, що пісня демонструє «повернення Radiohead до шаблону великої балади, коли масивні струнні втрачають свідомість, а голос Йорка вперше злітає трансцендентно». Критик Rolling Stone Девід Фріке написав, що пісня «рухається як крижина: холодно-блакитний фолк-рок із слабким натяком на серцебиття». Брент ДіКрещенцо з Pitchfork заявив, що пісня «зводить [треки OK Computer] „Let Down“ і „Karma Police“ до їхньої спектральної суті», стверджуючи, що вона «найближче підходить до того, щоб з'єднати ліричні почуття Йорка з інструментальними ефектами. […] Струнні плавляться і плачуть, коли альбом переходить у свій підводний режим».
Billboard назвав «How to Disappear Completely» «переслідуючим», зазначивши, що «вокаліст Том Йорк мучиться як ніколи, проголошуючи 'I'm not here/This isn't happening' […] так, ніби він вже давно зник.» Кем Ліндсей з Exclaim! описав пісню як «похмурий акустичний номер» і «найбільш радіосумісний трек» на Kid A, порівнявши її з треком OK Computer «Exit Music (For a Film)». Саймон Рейнольдс з Uncut описав пісню як «втрачену ланку» між оркестровою музикою Скотта Вокера і «непритомно аморфними» баладами на альбомі My Bloody Valentine Isn't Anything. Він також порівняв її з баладою Вокера, написаною Кшиштофом Пендерецьким, у статті для іншого журналу, The Wire. Том Кумбе з The Morning Call порівняв «примарний і заспокійливий» звук пісні зі звуком океану. Автор Грег Кот написав, що пісня звучить як «загублений саундтрек» до фільму Запаморочення Альфреда Гічкока 1958 року. Автор Стівен Хайден писав, що пісня могла б бути на OK Computer, якби її продюсував Вокер. Він також порівнював акустичну гітару, яка «повільно наростає до оперної емоційної кульмінації», з попередніми піснями Radiohead, такими як «Fake Plastic Trees» і «Exit Music».

## Персоналії
| - Том Йорк - Джонні Ґрінвуд - Ед О'Браєн - Колін Ґрінвуд - Філіп Селвей Технічний персонал - Найджел Годріч – продюсування, звукоінженер, зведення - Radiohead – продюсування - Жерар Наварро – асистент продакшну, додатковий звукоінженер - Грем Стюарт – додатковий звукоінженер Обкладинка - Стенлі Донвуд - Том Йорк (вказаний як "Tchock") | Додаткові музиканти - Оркестр Святого Іоанна – струнні - Джон Лаббок – диригент - Сью Лінн – скрипка - Марджорі Ходж – скрипка - Джеремі Меткалф – скрипка - Ян Шмолк – скрипка - Джил Семюел – скрипка - Енн Морфі – скрипка - Джонатан Стрендж – скрипка - Ніколетт Браун – скрипка - Елеонора Метісон – скрипка - Гіларі-Джейн Паркер – скрипка - Кірстен Клінгельс – скрипка - Керолайн Болдінг – скрипка - Джейн Аткінс – альт - Річард Нельсон – альт - Естер Гелдард – альт - Кріс Піціллідес – альт - Джон Гелі – віолончель - Джо Коул – віолончель - Девід Бакнелл – віолончель - Джонатан Туннелл – віолончель - Tony Hougham – бас - Сара Хейнс – бас |